# Mollisol

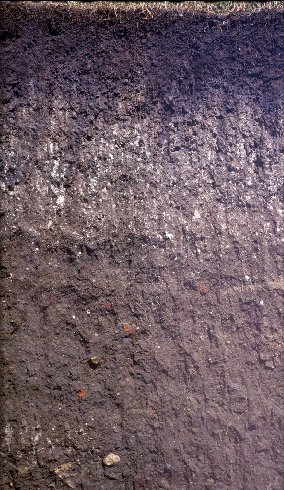
Mollisol

Een mollisol is een van de twaalf bodemtypes (orders) van het Amerikaanse bodemclassificatiesysteem. Mollisols komen voor in semi-vochtige en semi-droge gebieden, meestal onder een graslaag, zoals in Zuid-Amerika, het zuiden van Australië en Zuid-Afrika. De meeste van deze gebieden liggen 50 graden vanaf de evenaar. In 2003 werd geschat dat tussen de 14 en 26% van de graslanden mollisols waren. De meeste van deze gronden bevinden zich onder savannes en bergdalen.
Mollisols worden gekenmerkt door een zogeheten mollic A-horizont die ongeveer 60 tot 80 cm dik is. Deze vruchtbare gronden zijn ontstaan door het continu afstaan van organische stof door plantenwortels. Klei in de B-horizont geeft aan dat er een patroon van verwering door regenval ontstaat. Door de vruchtbaarheid van deze gronden worden ze veel gebruikt in de landbouw.
In het Nederlandse classificatiesysteem worden mollisols geclassificeerd als eerdgronden.

## Suborden
De mollisolen zijn onderverdeeld in de volgende suborden:
- Albolls zijn mollisols met een licht gekleurde albic E-horizont (uitspoelingshorizont) en een periodiek hoge grondwaterstand
- Aquolls zijn mollisols met periodiek of continu een hoge grondwaterstand (< 50 cm diep), zichtbaar als gleyverschijnselen
- Rendolls hebben een mollic A horizont van minder dan 50 cm diep, met daaronder kalksteen (Rendzinas)
- Gelolls zijn mollisols met een gemiddelde bodemtemperatuur van 0 °C of kleiner op een diepte van 50 cm
- Cryolls zijn mollisols met een gemiddelde jaarlijkse bodemtemperatuur tussen 0 °C en 8 °C, en geen permafrost
- Udolls zijn mollisols waarvan de bovengrond meestal vochtig is (minder dan 90 opeenvolgende dagen droog)
- Ustolls zijn mollisols waarin de bovengrond een groot deel van het jaar droog is, maar voldoende vocht bevat tijdens het groeiseizoen (veelal in semiaride klimaten)
- Xerolls zijn mollisols in mediterrane klimaten (zeer droge zomers en natte winters)

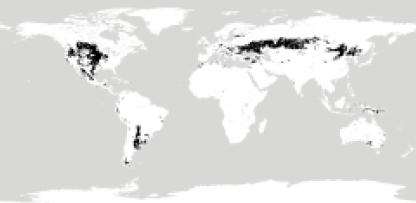
De verspreiding van Mollisols

World Reference Base for Soil Resources: Acrisol · Alisol · Andosol · Anthrosol · Arenosol · Calcisol · Cambisol · Chernozem · Cryosol · Durisol · Ferralsol · Fluvisol · Gleysol · Gypsisol · Histosol · Kastanozem · Leptosol · Lixisol · Luvisol · Nitisol · Phaeozem · Planosol · Plinthosol · Podzol · Regosol · Retisol · Solonchak · Solonetz · Stagnosol · Technosol · Umbrisol · Vertisol

USDA Soil Taxonomy: Alfisol · Andosol · Aridisol · Entisol · Gelisol · Histosol · Inceptisol · Mollisol · Oxisol · Spodosol · Ultisol · Vertisol

Nederlandse bodemclassificatie: Veengronden · Podzolgronden · Brikgronden · Eerdgronden · Vaaggronden